# Torneo Apertura 2020 Tercera División (Guatemala)
El Torneo Apertura 2020 de la Tercera División de Guatemala dará inicio a la temporada 2020-21 de la cuarta categoría en el sistema de ligas del fútbol guatemalteco.

## Sistema de competición
El torneo se divide en dos partes:
- Fase de clasificación: Formado por los 329 partidos en las de 6 a 8 jornadas disputadas dependiendo de la cantidad de equipos en grupo.
- Fase final: De dieciseisavos a final.

### Fase de clasificación
Los 95 equipos participantes jugarán una ronda clasificatoria de todos contra todos en visita recíproca, terminando de 6 hasta 8 fechas de 3 a 4 partidos cada una por grupo, para un total de 329 partidos clasificatorios. Se utiliza un sistema de puntos, que se presenta así:
- Por victoria, se obtendrán 3 puntos.
- Por empate, se obtendrá 1 punto.
- Por derrota no se obtendrán puntos.

Al finalizar las jornadas, la tabla se ordenará con base en los clubes que hayan obtenido la mayoría de puntos, en caso de empates, se toman los siguientes criterios:
1. Puntos
2. Puntos obtenidos entre los equipos empatados
3. Diferencial de goles
4. Goles anotados
5. Goles anotados en condición visitante.

### Fase final
Al finalizar la temporada clasificarán a los dieciseisavos de final:
Los 12 primeros lugares de grupo
Los 12 segundos lugares de grupo
Los 8 mejores terceros de grupo
Para un total de 32 equipos, arrancando en dieciseisavos de final, divididos de manera regional.
Los clubes vencedores en las fases serán aquellos que en los dos juegos anoten el mayor número de goles. De existir empate en el número de goles anotados, la posición se definirá a favor del club con mayor cantidad de goles a favor cuando actúe como visitante.
Si una vez aplicado el criterio anterior los clubes siguieran empatados, se observará la posición de los clubes en la tabla general de clasificación.
Los ganadores de las semifinales se enfrentarán en la Gran Final, disputándose a ida y vuelta, el mejor clasificado entre los finalistas jugará el último partido en su estadio.

## Equipos participantes
| Grupo 1             | Grupo 1                            | Grupo 2                | Grupo 2                          | Grupo 3               | Grupo 3                           |
| Equipo              | Ciudad                             | Equipo                 | Ciudad                           | Equipo                | Ciudad                            |
| ------------------- | ---------------------------------- | ---------------------- | -------------------------------- | --------------------- | --------------------------------- |
| Aguacatán           | Aguacatán, Huehuetenango           | Chile Verde            | San Martín CV, Quetzaltenango    | Batanecos             | San Sebastián, Retalhuleu         |
| Democracia          | La Democracia, Huehuetenango       | Comitán                | Comitancillo, San Marcos         | Centro 2 - La Máquina | San Andrés Villa Seca, Retalhuleu |
| Huehuetl            | Huehuetenango, Huehuetenango       | Esperanza              | La Esperanza, Quetzaltenango     | Esquipulense          | Esquipulas Palo Gordo, San Marcos |
| Jacalteco           | Jacaltenango, Huehuetenango        | Mancha Roja Panajachel | Panajachel, Sololá               | Ocós                  | Ocós, San Marcos                  |
| Juventud Comiteca   | Comitancillo, San Marcos           | San Juan               | San Juan La Laguna, Sololá       | Pajapita              | Pajapita, San Marcos              |
| San Miguel          | San Miguel Acatán, Huehuetenango   | San Marcos             | San Marcos, San Marcos           | San Carlos            | Mazatenango, Suchitepéquez        |
| Tacaná              | Tacaná, San Marcos                 | San Pablo              | San Pablo, San Marcos            | San Lorenzo Jogofoot  | San Lorenzo, Suchitepéquez        |
| Tejutla             | Tejutla, San Marcos                | Santa Clara            | Santa Clara La Laguna, Sololá    | Zunilito              | Zunilito, Suchitepéquez           |
| Grupo 4             | Grupo 4                            | Grupo 5                | Grupo 5                          | Grupo 6               | Grupo 6                           |
| Equipo              | Ciudad                             | Equipo                 | Ciudad                           | Equipo                | Ciudad                            |
| Democratense        | La Democracia, Escuintla           | Batallón Canales       | Villa Canales, Guatemala         | ADM San Lucas         | San Lucas, Sacatepéquez           |
| Tiquisatense        | Tiquisate, Escuintla               | Boca del Monte         | Boca del Monte, Guatemala        | AFF Santiago          | Santiago, Sacatepéquez            |
| Deportivo Palín     | Palín, Escuintla                   | Cerinal                | Ciudad de Guatemala              | Bárcenas              | Villa Nueva, Guatemala            |
| Patulul             | Patulul, Suchitepéquez             | Futeca                 | Ciudad de Guatemala              | Itzapa                | San Andrés Itzapa, Chimaltenango  |
| PROESFUT            | Escuintla, Escuintla               | Pueblo Nuevo Viñas     | Pueblo Nuevo Viñas, Santa Rosa   | Rayados               | Ciudad de Guatemala               |
| San Juan Bautista   | San Juan Bautista, Suchitepéquez   | San Miguel             | San Miguel Dueñas                | Sanjuaneros           | San Juan Sacatepéquez, Guatemala  |
| San Vicente         | San Vicente Pacaya, Escuintla      | Santa Catarina Pinula  | Santa Catarina Pinula, Guatemala | ST Independencia      | Santa Lucía MA, Sacatepéquez      |
| Sipacate Comercio   | Sipacate, Escuintla                | Tierra Nueva           | Mixco, Guatemala                 | Villa Nueva           | Villa Nueva, Guatemala            |
| Grupo 7             | Grupo 7                            | Grupo 8                | Grupo 8                          | Grupo 9               | Grupo 9                           |
| Equipo              | Ciudad                             | Equipo                 | Ciudad                           | Equipo                | Ciudad                            |
| Achik'              | Ciudad de Guatemala                | Cuilapa                | Cuilapa, Santa Rosa              | Gualán                | Gualán, Zacapa                    |
| Atlético Ariga      | Ciudad de Guatemala                | Jalapa EMF             | Jalapa, Jalapa                   | IB Catarinecos        | Santa Catarina Mita, Jutiapa      |
| EMEFUT              | Ciudad de Guatemala                | Jutiapa                | Jutiapa, Jutiapa                 | Juvenil Estanzuela    | Estanzuela, Zacapa                |
| Juventud Canadiense | Ciudad de Guatemala                | Juventud Zapatera      | Santa Catarina Mita, Jutiapa     | Juvenil Santa Cruz    | Río Hondo, Zacapa                 |
| Palencia            | Palencia, Guatemala                | Mictlán                | Asunción Mita, Jutiapa           | La Unión              | La Unión, Zacapa                  |
| San José            | Villa Nueva, Guatemala             | Nueva Santa Rosa       | Nueva Santa Rosa, Santa Rosa     | Río Hondo             | Río Hondo, Zacapa                 |
| Santa Luisa         | Chinautla, Guatemala               | Remicheros             | Jalapa, Jalapa                   | San Jacinto           | San Jacinto, Chiquimula           |
| Universidad SC      | Ciudad de Guatemala                | Taxisco                | Taxisco, Santa Rosa              | San Rafael            | Teculután, Zacapa                 |
| Grupo 10            | Grupo 10                           | Grupo 11               | Grupo 11                         | Grupo 12              | Grupo 12                          |
| Equipo              | Ciudad                             | Equipo                 | Ciudad                           | Equipo                | Ciudad                            |
| Chamelco            | San Juan Chamelco, Alta Verapaz    | Buenos Aires           | Morales, Izabal                  | Alianza Flores        | Flores, Petén                     |
| Cubulco             | Cubulco, Baja Verapaz              | Darthmouth             | Morales, Izabal                  | Don Bosco             | San Benito, Petén                 |
| Fray                | Fray B. de las Casas, Alta Verapaz | Heredia B              | Morales, Izabal                  | EFAR Petén            | Flores, Petén                     |
| Lanquin             | Lanquín, Alta Verapaz              | La Buga                | Livingston, Izabal               | Halcones La Libertad  | La Libertad, Petén                |
| Playitas Chisec     | Chisec, Alta Verapaz               | Quiriguá               | Los Amates, Izabal               | Jaguares de Petén     | San José, Petén                   |
| Salamá              | Salamá, Baja Verapaz               | Real Motagua           | Puerto Barrios, Izabal           | Las Cruces            | Melchor de Mencos, Petén          |
| San Jerónimo        | San Jerónimo, Baja Verapaz         | Río Dulce              |                                  | Pumas                 | Flores, Petén                     |
| Senahú              | Senahú, Alta Verapaz               |                        |                                  |                       |                                   |
| Verapaz del Sur     | Salamá, Baja Verapaz               |                        |                                  |                       |                                   |

## Fase de clasificación

### Grupo 1 - Altiplano I
|                                             | Pos. | Equipos           | PJ | PG | PE | PP | GF | GC | Dif. | PTS | Clasificación          |
| ------------------------------------------- | ---- | ----------------- | -- | -- | -- | -- | -- | -- | ---- | --- | ---------------------- |
|                                             | 1º   | Tejutla           | 7  | 5  | 1  | 1  | 12 | 7  | +5   | 16  | Dieciseisavos de final |
|                                             | 2º   | Democracia        | 7  | 4  | 2  | 1  | 22 | 6  | +16  | 14  | Dieciseisavos de final |
|                                             | 3º   | Aguacatán         | 7  | 4  | 1  | 2  | 11 | 10 | +1   | 13  |                        |
|                                             | 4º   | Juventud Comiteca | 7  | 3  | 1  | 3  | 8  | 8  | 0    | 10  |                        |
|                                             | 5º   | Tacaná            | 7  | 2  | 2  | 3  | 8  | 10 | -2   | 8   |                        |
|                                             | 6º   | San Miguel        | 7  | 2  | 1  | 4  | 6  | 10 | -4   | 7   |                        |
|                                             | 7º   | Jacalteco         | 7  | 2  | 0  | 5  | 10 | 16 | -6   | 6   |                        |
|                                             | 8º   | Huehuetel         | 7  | 2  | 0  | 5  | 7  | 17 | -10  | 6   |                        |
| Última actualización: 26 de octubre de 2020 |      |                   |    |    |    |    |    |    |      |     |                        |

### Grupo 2 - Altiplano II
|                                             | Pos. | Equipos                | PJ | PG | PE | PP | GF | GC | Dif. | PTS | Clasificación          |
| ------------------------------------------- | ---- | ---------------------- | -- | -- | -- | -- | -- | -- | ---- | --- | ---------------------- |
|                                             | 1º   | San Juan               | 7  | 4  | 3  | 0  | 18 | 7  | +11  | 15  | Dieciseisavos de final |
|                                             | 2º   | Comitán                | 7  | 4  | 2  | 1  | 17 | 5  | +12  | 14  | Dieciseisavos de final |
|                                             | 3º   | Mancha Roja            | 7  | 4  | 1  | 2  | 14 | 12 | +2   | 13  | Dieciseisavos de final |
|                                             | 4º   | San Marcos             | 7  | 3  | 2  | 2  | 17 | 19 | -2   | 11  |                        |
|                                             | 5º   | San Martín Chile Verde | 7  | 2  | 1  | 4  | 8  | 19 | -11  | 7   |                        |
|                                             | 6º   | Santa Clara            | 7  | 2  | 1  | 4  | 9  | 18 | -9   | 7   |                        |
|                                             | 7º   | Esperanza              | 7  | 2  | 1  | 4  | 6  | 16 | -10  | 7   |                        |
|                                             | 8º   | San Pablo              | 7  | 1  | 1  | 5  | 5  | 16 | -11  | 4   |                        |
| Última actualización: 26 de octubre de 2020 |      |                        |    |    |    |    |    |    |      |     |                        |

### Grupo 3 - Suroccidente
|                                             | Pos. | Equipos              | PJ | PG | PE | PP | GF | GC | Dif. | PTS | Clasificación          |
| ------------------------------------------- | ---- | -------------------- | -- | -- | -- | -- | -- | -- | ---- | --- | ---------------------- |
|                                             | 1º   | San Carlos           | 7  | 4  | 2  | 1  | 15 | 10 | +5   | 14  | Dieciseisavos de final |
|                                             | 2º   | Ocós                 | 7  | 4  | 1  | 2  | 16 | 9  | +7   | 13  | Dieciseisavos de final |
|                                             | 3º   | Zunilito             | 7  | 4  | 1  | 2  | 10 | 9  | +1   | 13  |                        |
|                                             | 4º   | San Lorenzo Jogofoot | 7  | 4  | 0  | 3  | 11 | 13 | -2   | 12  |                        |
|                                             | 5º   | Batanecos*           | 7  | 3  | 2  | 2  | 12 | 11 | +1   | 11  |                        |
|                                             | 6º   | Pajapita*            | 7  | 3  | 2  | 2  | 12 | 7  | +5   | 11  |                        |
|                                             | 7º   | Centro 2 La Máquina  | 7  | 1  | 0  | 6  | 12 | 20 | -8   | 3   |                        |
|                                             | 8º   | Equipulense          | 7  | 1  | 0  | 6  | 7  | 16 | -9   | 3   |                        |
| Última actualización: 26 de octubre de 2020 |      |                      |    |    |    |    |    |    |      |     |                        |

*Batanecos desempata sobre Pajapita por duelo directo.

### Grupo 4 - Sur
|                                             | Pos. | Equipos               | PJ | PG | PE | PP | GF | GC | Dif. | PTS | Clasificación          |
| ------------------------------------------- | ---- | --------------------- | -- | -- | -- | -- | -- | -- | ---- | --- | ---------------------- |
|                                             | 1º   | Patulul               | 7  | 5  | 1  | 1  | 15 | 10 | +5   | 16  | Dieciseisavos de final |
|                                             | 2º   | Deportivo Palín       | 7  | 4  | 1  | 2  | 17 | 10 | +7   | 13  | Dieciseisavos de final |
|                                             | 3º   | San Juan Bautista     | 7  | 4  | 1  | 2  | 20 | 16 | +4   | 13  |                        |
|                                             | 4º   | Juventud Tiquisatense | 7  | 3  | 2  | 2  | 15 | 14 | +1   | 11  |                        |
|                                             | 5º   | Sipacate Comercio     | 7  | 3  | 1  | 3  | 16 | 11 | +5   | 10  |                        |
|                                             | 6º   | Democratense          | 7  | 3  | 0  | 4  | 9  | 14 | -5   | 9   |                        |
|                                             | 7º   | San Vicente Pacaya    | 7  | 2  | 0  | 5  | 15 | 22 | -7   | 6   |                        |
|                                             | 8º   | PROESFUT              | 7  | 1  | 0  | 6  | 10 | 20 | -10  | 3   |                        |
| Última actualización: 26 de octubre de 2020 |      |                       |    |    |    |    |    |    |      |     |                        |

### Grupo 5 - Metropolitana Sur
|                                             | Pos. | Equipos               | PJ | PG | PE | PP | GF | GC | Dif. | PTS | Clasificación          |
| ------------------------------------------- | ---- | --------------------- | -- | -- | -- | -- | -- | -- | ---- | --- | ---------------------- |
|                                             | 1º   | Tierra Nueva          | 7  | 6  | 0  | 1  | 18 | 7  | +11  | 18  | Dieciseisavos de final |
|                                             | 2º   | Boca del Monte        | 7  | 6  | 0  | 1  | 18 | 10 | +8   | 18  | Dieciseisavos de final |
|                                             | 3º   | Futeca                | 7  | 4  | 1  | 2  | 10 | 6  | +4   | 13  |                        |
|                                             | 4º   | Cerinal               | 7  | 4  | 0  | 3  | 9  | 9  | 0    | 12  |                        |
|                                             | 5º   | Pueblo Nuevo Viñas    | 7  | 2  | 1  | 4  | 11 | 21 | -10  | 7   |                        |
|                                             | 6º   | San Miguel            | 7  | 2  | 0  | 5  | 13 | 13 | 0    | 6   |                        |
|                                             | 7º   | Batallón Canales      | 7  | 1  | 2  | 4  | 9  | 12 | -3   | 5   |                        |
|                                             | 8º   | Santa Catarina Pinula | 7  | 1  | 0  | 6  | 4  | 14 | -10  | 3   |                        |
| Última actualización: 26 de octubre de 2020 |      |                       |    |    |    |    |    |    |      |     |                        |

### Grupo 6 - Central
|                                             | Pos. | Equipos                    | PJ | PG | PE | PP | GF | GC | Dif. | PTS | Clasificación          |
| ------------------------------------------- | ---- | -------------------------- | -- | -- | -- | -- | -- | -- | ---- | --- | ---------------------- |
|                                             | 1º   | Santo Tomás Independencia  | 7  | 5  | 1  | 1  | 16 | 8  | +8   | 16  | Dieciseisavos de final |
|                                             | 2º   | Sanjuaneros                | 7  | 5  | 1  | 1  | 9  | 7  | +2   | 16  | Dieciseisavos de final |
|                                             | 3º   | ADM San Lucas Sacatepéquez | 7  | 4  | 2  | 1  | 19 | 9  | +10  | 14  |                        |
|                                             | 4º   | AFF Santiago Sacatepéquez  | 7  | 3  | 2  | 2  | 10 | 5  | +5   | 11  |                        |
|                                             | 5º   | Rayados GT                 | 7  | 1  | 4  | 2  | 10 | 12 | -2   | 7   |                        |
|                                             | 6º   | Bárcena Villa Nueva        | 7  | 1  | 3  | 3  | 8  | 12 | -4   | 6   |                        |
|                                             | 7º   | Itzapa                     | 7  | 1  | 1  | 5  | 5  | 15 | -10  | 4   |                        |
|                                             | 8º   | Villa Nueva                | 7  | 0  | 2  | 5  | 8  | 17 | -9   | 2   |                        |
| Última actualización: 26 de octubre de 2020 |      |                            |    |    |    |    |    |    |      |     |                        |

### Grupo 7 - Metropolitana
|                                             | Pos. | Equipos                   | PJ | PG | PE | PP | GF | GC | Dif. | PTS | Clasificación          |
| ------------------------------------------- | ---- | ------------------------- | -- | -- | -- | -- | -- | -- | ---- | --- | ---------------------- |
|                                             | 1º   | Palencia                  | 7  | 5  | 2  | 0  | 15 | 4  | +11  | 17  | Dieciseisavos de final |
|                                             | 2º   | Juventud Canadiense       | 7  | 3  | 4  | 0  | 16 | 8  | +8   | 13  | Dieciseisavos de final |
|                                             | 3º   | San José                  | 7  | 3  | 3  | 1  | 11 | 8  | +3   | 12  | Dieciseisavos de final |
|                                             | 4º   | Atlético Ariga            | 7  | 2  | 2  | 3  | 13 | 15 | -2   | 8   |                        |
|                                             | 5º   | EMEFUT                    | 7  | 2  | 1  | 4  | 10 | 12 | -2   | 7   |                        |
|                                             | 6º   | Santa Luisa               | 7  | 2  | 1  | 4  | 6  | 13 | -7   | 7   |                        |
|                                             | 7º   | Universidad de San Carlos | 7  | 2  | 1  | 4  | 6  | 13 | -7   | 7   |                        |
|                                             | 8º   | Achik'                    | 7  | 2  | 0  | 5  | 8  | 14 | -6   | 6   |                        |
| Última actualización: 26 de octubre de 2020 |      |                           |    |    |    |    |    |    |      |     |                        |

### Grupo 8 - Suroriente
|                                             | Pos. | Equipos           | PJ | PG | PE | PP | GF | GC | Dif. | PTS | Clasificación          |
| ------------------------------------------- | ---- | ----------------- | -- | -- | -- | -- | -- | -- | ---- | --- | ---------------------- |
|                                             | 1º   | Cuilapa           | 7  | 5  | 1  | 1  | 16 | 6  | +10  | 16  | Dieciseisavos de final |
|                                             | 2º   | Nueva Santa Rosa  | 7  | 4  | 2  | 1  | 14 | 9  | +5   | 14  | Dieciseisavos de final |
|                                             | 3º   | Taxisco           | 7  | 4  | 1  | 2  | 11 | 7  | +4   | 13  | Dieciseisavos de final |
|                                             | 4º   | Jutiapa           | 7  | 2  | 4  | 1  | 13 | 12 | +1   | 10  |                        |
|                                             | 5º   | Juventud Zapatera | 7  | 2  | 2  | 3  | 8  | 7  | +1   | 8   |                        |
|                                             | 6º   | Remicheros        | 7  | 2  | 2  | 3  | 7  | 11 | -4   | 8   |                        |
|                                             | 7º   | Mictlán           | 7  | 2  | 1  | 4  | 9  | 11 | -2   | 7   |                        |
|                                             | 8º   | Jalapa EMF        | 7  | 0  | 1  | 6  | 5  | 20 | -15  | 1   |                        |
| Última actualización: 26 de octubre de 2020 |      |                   |    |    |    |    |    |    |      |     |                        |

### Grupo 9 - Oriente
|                                             | Pos. | Equipos            | PJ | PG | PE | PP | GF | GC | Dif. | PTS | Clasificación          |
| ------------------------------------------- | ---- | ------------------ | -- | -- | -- | -- | -- | -- | ---- | --- | ---------------------- |
|                                             | 1º   | Gualán             | 7  | 5  | 2  | 0  | 20 | 4  | +16  | 17  | Dieciseisavos de final |
|                                             | 2º   | Juvenil Santa Cruz | 7  | 4  | 1  | 2  | 13 | 7  | +6   | 13  | Dieciseisavos de final |
|                                             | 3º   | Juvenil Estanzuela | 7  | 4  | 0  | 3  | 18 | 14 | +4   | 12  |                        |
|                                             | 4º   | San Jacinto        | 7  | 4  | 0  | 3  | 11 | 12 | -1   | 12  |                        |
|                                             | 5º   | La Unión           | 7  | 3  | 1  | 3  | 12 | 11 | +1   | 10  |                        |
|                                             | 6º   | IB Catarinecos     | 7  | 3  | 0  | 4  | 11 | 22 | -11  | 9   |                        |
|                                             | 7º   | San Rafael         | 7  | 2  | 0  | 5  | 11 | 16 | -5   | 6   |                        |
|                                             | 8º   | Río Hondo          | 7  | 1  | 0  | 6  | 7  | 17 | -10  | 3   |                        |
| Última actualización: 26 de octubre de 2020 |      |                    |    |    |    |    |    |    |      |     |                        |

### Grupo 10 - Verapaz
|                                             | Pos. | Equipos         | PJ | PG | PE | PP | GF | GC | Dif. | PTS | Clasificación          |
| ------------------------------------------- | ---- | --------------- | -- | -- | -- | -- | -- | -- | ---- | --- | ---------------------- |
|                                             | 1º   | Fray            | 8  | 4  | 3  | 1  | 11 | 8  | +3   | 15  | Dieciseisavos de final |
|                                             | 2º   | Verapaz del Sur | 8  | 4  | 2  | 2  | 8  | 4  | +4   | 14  | Dieciseisavos de final |
|                                             | 3º   | Lanquín         | 8  | 4  | 2  | 2  | 10 | 6  | +4   | 14  | Dieciseisavos de final |
|                                             | 4º   | Salamá          | 8  | 3  | 3  | 2  | 7  | 5  | +2   | 12  |                        |
|                                             | 5º   | Cubulco         | 7  | 3  | 2  | 2  | 6  | 6  | 0    | 11  |                        |
|                                             | 6º   | Playitas Chisec | 7  | 3  | 1  | 3  | 12 | 11 | +1   | 10  |                        |
|                                             | 7º   | Chamelco        | 8  | 2  | 1  | 5  | 7  | 12 | -5   | 7   |                        |
|                                             | 8°   | San Jerónimo    | 8  | 0  | 6  | 2  | 7  | 9  | -2   | 6   |                        |
|                                             | 9°   | Senahú          | 8  | 1  | 2  | 5  | 5  | 12 | -7   | 5   |                        |
| Última actualización: 26 de octubre de 2020 |      |                 |    |    |    |    |    |    |      |     |                        |

### Grupo 11 - Izabal
|                                             | Pos. | Equipos      | PJ | PG | PE | PP | GF | GC | Dif. | PTS | Clasificación          |
| ------------------------------------------- | ---- | ------------ | -- | -- | -- | -- | -- | -- | ---- | --- | ---------------------- |
|                                             | 1º   | Buenos Aires | 6  | 6  | 0  | 0  | 15 | 1  | +14  | 18  | Dieciseisavos de final |
|                                             | 2º   | Heredia B    | 6  | 4  | 0  | 2  | 13 | 5  | +8   | 12  | Dieciseisavos de final |
|                                             | 3º   | La Buga      | 6  | 3  | 2  | 1  | 13 | 7  | +6   | 11  |                        |
|                                             | 4º   | Real Motagua | 6  | 2  | 1  | 3  | 5  | 10 | -5   | 7   |                        |
|                                             | 5º   | Río Dulce    | 6  | 2  | 1  | 3  | 5  | 7  | -2   | 7   |                        |
|                                             | 6º   | Quiriguá     | 6  | 1  | 0  | 5  | 5  | 12 | -7   | 3   |                        |
|                                             | 7º   | Darthmouth   | 6  | 0  | 0  | 6  | 5  | 19 | -14  | 0   |                        |
| Última actualización: 26 de octubre de 2020 |      |              |    |    |    |    |    |    |      |     |                        |

### Grupo 12 - Petén
|                                             | Pos. | Equipos              | PJ | PG | PE | PP | GF | GC | Dif. | PTS | Clasificación          |
| ------------------------------------------- | ---- | -------------------- | -- | -- | -- | -- | -- | -- | ---- | --- | ---------------------- |
|                                             | 1º   | Las Cruces           | 6  | 4  | 1  | 1  | 12 | 8  | +4   | 13  | Dieciseisavos de final |
|                                             | 2º   | Alianza Flores       | 6  | 3  | 2  | 1  | 8  | 3  | +5   | 11  | Dieciseisavos de final |
|                                             | 3º   | Halcones La Libertad | 6  | 3  | 2  | 1  | 11 | 8  | +3   | 11  | Dieciseisavos de final |
|                                             | 4º   | Pumas                | 6  | 2  | 2  | 2  | 8  | 5  | +3   | 8   |                        |
|                                             | 5º   | Jaguares             | 6  | 2  | 2  | 2  | 11 | 14 | -3   | 8   |                        |
|                                             | 6º   | Don Bosco            | 6  | 2  | 0  | 4  | 7  | 9  | -2   | 6   |                        |
|                                             | 7º   | EFAR Petén           | 6  | 0  | 1  | 5  | 8  | 18 | -10  | 1   |                        |
| Última actualización: 26 de octubre de 2020 |      |                      |    |    |    |    |    |    |      |     |                        |

## Fase final

### Dieciseisavos de final
* Los juegos de vuelta fueron pospuestos por el huracán Eta, el cual afectó de manera desastrosa la región central y norte del país.
| Fechas               | Local en la ida        | Global               | Local en la vuelta        | Ida                  | Vuelta               |
| Región Suroccidental | Región Suroccidental   | Región Suroccidental | Región Suroccidental      | Región Suroccidental | Región Suroccidental |
| -------------------- | ---------------------- | -------------------- | ------------------------- | -------------------- | -------------------- |
| 1 y 15 de noviembre  | Mancha Roja            | 2 - 4                | Tierra Nueva              | 1 - 2                | 1 - 2                |
| 1 y 15 de noviembre  | Futeca                 | 1 - 3                | Boca del Monte            | 1 - 1                | 0 - 2                |
| 1 y 15 de noviembre  | San Juan Bautista      | 4 - 2                | Santo Tomás Independencia | 2 - 0                | 2 - 2                |
| 1 y 15 de noviembre  | Ocós                   | 4 - 2                | Patulul                   | 1 - 0                | 3 - 2                |
| 1 y 15 de noviembre  | Palín                  | 7 - 3                | Tejutla                   | 5 - 0                | 2 - 3                |
| 1 y 15 de noviembre  | San Carlos             | 3 - 2                | Sanjuaneros               | 2 - 0                | 1 - 2                |
| 1 y 15 de noviembre  | San Lucas Sacatepéquez | 1 - 3                | San Juan                  | 1 - 0                | 0 - 3                |
| 1 y 15 de noviembre  | Comitán                | 3 - 4                | Democracia                | 3 - 0                | 0 - 4                |
| Región Nororiental   |                        |                      |                           |                      |                      |
| 1 y 15 de noviembre  | San José Villa Nueva   | 6 - 8                | Buenos Aires              | 4 - 3                | 2 - 5                |
| 1 y 15 de noviembre  | Juvenil Estanzuela     | 2 - 4                | Gualán                    | 2 - 2                | 0 - 2                |
| 1 y 15 de noviembre  | Lanquín                | 2 - 5                | Palencia                  | 1 - 1                | 1 - 4                |
| 1 y 15 de noviembre  | Verapaz del Sur        | 4 - 7                | Cuilapa                   | 1 - 2                | 3 - 5                |
| 1 y 15 de noviembre  | Halcones La Libertad   | 4 - 3                | Alianza Flores            | 1 - 2                | 3 - 1                |
| 1 y 15 de noviembre  | Taxisco                | 4 - 1                | Heredia B                 | 1 - 0                | 3 - 1                |
| 1 y 15 de noviembre  | Juvenil Santa Cruz     | 2(2)-(4)2            | Nueva Santa Rosa          | 1 - 1                | 1 - 1                |
| 1 y 15 de noviembre  | Juventud Canadiense    | 6 - 2                | Fray                      | 2 - 0                | 4 - 2                |

### Octavos de final
| Fechas               | Local en la ida      | Global               | Local en la vuelta   | Ida                  | Vuelta               |
| Región Suroccidental | Región Suroccidental | Región Suroccidental | Región Suroccidental | Región Suroccidental | Región Suroccidental |
| -------------------- | -------------------- | -------------------- | -------------------- | -------------------- | -------------------- |
| 22 y 29 de noviembre | San Juan Bautista    | 4 - 6                | Tierra Nueva         | 3 - 2                | 1 - 4                |
| 22 y 28 de noviembre | Ocós                 | 4 - 3                | Boca del Monte       | 2 - 3                | 2 - 0                |
| 22 y 29 de noviembre | Palín                | 2 - 3                | San Juan             | 1 - 0                | 1 - 3                |
| 22 y 29 de noviembre | San Carlos           | 3 - 0                | Democracia           | 3 - 0                | 0 - 2                |
| Región Nororiental   |                      |                      |                      |                      |                      |
| 22 y 29 de noviembre | Halcones La Libertad | 3 - 6                | Buenos Aires         | 3 - 2                | 0 - 4                |
| 22 y 29 de noviembre | Taxisco              | 2 - 5                | Gualán               | 2 - 0                | 0 - 5                |
| 22 y 29 de noviembre | Juventud Canadiense  | 3 - 5                | Palencia             | 1 - 2                | 2 - 3                |
| 22 y 29 de noviembre | Nueva Santa Rosa     | 2 - 3                | Cuilapa              | 1 - 0                | 1 - 3                |

### Cuartos de final
| Fechas             | Local en la ida | Global | Local en la vuelta | Ida   | Vuelta |
| ------------------ | --------------- | ------ | ------------------ | ----- | ------ |
| 2 y 6 de diciembre | Ocós            | 3 - 5  | Buenos Aires       | 2 - 1 | 1 - 4  |
| 2 y 6 de diciembre | San Carlos      | 2 - 1  | Tierra Nueva       | 2 - 0 | 0 - 1  |
| 2 y 6 de diciembre | San Juan        | 2 - 3  | Gualán             | 1 - 0 | 1 - 3  |
| 2 y 5 de diciembre | Cuilapa         | 3 - 1  | Palencia           | 3 - 0 | 0 - 1  |

### Semifinales
| Fechas              | Local en la ida | Global | Local en la vuelta | Ida   | Vuelta |
| ------------------- | --------------- | ------ | ------------------ | ----- | ------ |
| 9 y 13 de diciembre | San Carlos      | 3 - 7  | Buenos Aires       | 2 - 1 | 1 - 6  |
| 9 y 13 de diciembre | Cuilapa         | 4 - 6  | Gualán             | 3 - 3 | 1 - 3  |

### Final
| Fechas          |              | Resultado      |        |
| --------------- | ------------ | -------------- | ------ |
| 20 de diciembre | Buenos Aires | 1 (4 p.p. 5) 1 | Gualán |

### Campeón
|                |
| Campeón Gualán |
| 1° título      |

- Datos: Q115606417